# Murchad mac Bran Mut
Murchad mac Brain Mut (mort en 727) est un roi de Leinster issu des Uí Dúnlainge une lignée du Laigin. Il est le fils de Bran Mut mac Conaill (mort en 693), un précédent souverain. Il règne de 715 à727.

## Règne
Murchad est mentionné pour la première fois dans les annales lorsqu'il inaugure son règne par un raid dans le  Munster jusqu'à Cashel en 715. Son règne est toutefois marqué par les conflits guerriers avec les Ui Neill et en 719 ces derniers pillent le Leinster cinq fois. Murchad soutient les revendications de Cathal mac Finguine (mort en 742), le roi de Munster et en 721 ils pillent ensemble Brega. Toutefois Cathal conclut la paix avec  Fergal mac Máele Dúin (mort en 722) du Cenél nEógain et la même année en 721 Fergal envahit le Leinster et perçoit le payement du tribut en bétail. Les hommes du Leinster rompent la trêve, et Fergal réplique par une invasion du Leinster. En décembre 722 Fergal et de nombreux nobles des Ui Neill sont tués lors de la bataille de la Colline d'Allen dans le Comté de Kildare par les hommes du Leinster menés par Murchad.
Le récit Cath Almaine conserve l'histoire de cette bataille et mentionne que le fils de Murchad; Dúnchad mac Murchado (mort 728) et Áed mac Colggen (mort 738) des Uí Cheinnselaigh combattent pour le Leinster. la rupture de la trêve inquiète Cathal et il s'empresse de renvoyer aux Ui Neill la « respectable tête coupée » de Fergal que les vainqueurs lui avaient remis.
Les Annales de Tigernach proclame que le nouvel Ard ri Erenn Cináed mac Írgalaig (mort en 728) du Síl nÁedo Sláine venge son prédécesseur et défait les Laigin lors de la bataille de Maíne en 726 il aurait aussi obtenu le tribut mais ce point n'est pas confirmé par les autres sources.
La montée en puissance des Ui Dunlainge dans le Leinster s'accompagne du déclin des  Uí Máil. Les deux fils de Cellach Cualann mac Gerthidi (mort en 715), le précédent souverain, sont tués pendant son règne. Áed mac Cellaig (morte en 719) est tué lors de la Bataille de Finnabair (Fennor dans le  comté de Kildare) lors d'un conflit entre les Laigin et Crimthann mac Cellaig (mort 726) est tué lors de la bataille de Belach Lice en pleine jeunesse.

## Postérité
Une des épouses de Murchad, Conchenn ingen Cellaig (morte en 743) des Uí Máil, est la mère de  Fáelán mac Murchado (mort en 738) et Muiredach mac Murchado (mort en 760), qui seront ultérieurement roi de Leinster. Ses autres fils Dúnchad mac Murchado (mort en 728) et Bran Bec Mac Murchado (mort en 738), seront également rois de Leinster.

## Article lié
- Liste des rois de Leinster

## Sources primaires
- Annales d'Ulster sur CELT: Corpus of Electronic Texts at University College Cork
- Annales de Tigernach sur CELT: Corpus of Electronic Texts at University College Cork
- Livre de Leinster, Rig Laigin et Rig Hua Cendselaig sur CELT: Corpus of Electronic Texts at University College Cork

## Sources secondaires
- (en) T.W Moody, F.X. Martin, F.J. Byrne, A New History of Ireland IX Maps, Genealogies, Lists. A companion to Irish History part II, Oxford, Oxford University Press, 2011, 690 p. (ISBN 978-0-19-959306-4)
- (en) Francis John Byrne, Irish Kings and High-Kings, Dublin, Four Courts Press, 2001, 341 p. (ISBN 978-1-85182-196-9)
- (en) T.M. Charles-Edwards, Early Christian Ireland, Cambridge, Cambridge University Press, 2000, 707 p. (ISBN 0-521-36395-0, lire en ligne)